# Stadtpark (Film)
Stadtpark, in Deutschland Kleiner Peter, große Sorgen, ist ein 1950 gedrehter, österreichischer Spielfilm von Hubert Marischka mit Annie Rosar und dem kleinen Peter Czejke in der Titelrolle. Der Geschichte liegt das gleichnamige Volksstück von Hans Schubert zugrunde.

## Handlung
Die alte Wienerin Anna Wawruschka ist ein herzensguter Mensch. Sie verdient sich ein geringes Einkommen mit der Vermietung von Sitzgelegenheiten im Stadtpark der österreichischen Metropole. Eines Tages sieht sie einen kleinen Jungen, der einen ganz traurigen Eindruck auf sie macht. Der kleine Peter hat große Sorgen, denn seine Eltern Herbert und Alice Berger streiten sich unentwegt, und das belastet den Knirps sehr. Anna kümmert sich liebevoll um ihn, und der Junge erfährt nach langer Zeit endlich einmal wieder so etwas wie eine bei den eigenen Eltern schmerzlich vermisste Fürsorge und mütterliche Wärme.
Der Streit daheim geht so weit, dass ein Vormundschaftsgericht einberufen wird und man auch Anna anhört. Dann wird entschieden, dass Peter solange bei der Stuhlvermieterin bleiben darf, bis sich die Eltern ausgesöhnt haben. Es dauert noch eine Weile, bis sich Peters Eltern zusammengerauft haben und der Junge heimkehren kann. In Anna aber hat er eine mütterliche Freundin gefunden, die er auch fortan regelmäßig im Stadtpark besuchen will.

## Produktionsnotizen
Stadtpark entstand im Atelier von Wien-Sievering sowie in den Straßen von Wien. Co-Produzent Eduard Hoesch übernahm auch die Produktionsleitung, die Filmbauten entwarf Otto Pischinger. Max Vernooij kümmerte sich um den Ton, Ernst Hofbauer war Marischkas Regieassistent. Es tanzt das Ballett der Wiener Staatsoper.
Die Premiere des Films erfolgte am 13. März 1951 in der österreichischen Hauptstadt, die deutsche Premiere fand am 20. November desselben Jahres in Krefeld statt.

## Kritik
Das Lexikon des Internationalen Films meinte: „Die bieder-sentimentale, etwas langweilige Geschichte einer kinder- und menschenfreundlichen Stuhlvermieterin im Wiener Stadtpark, die einen Ausreißer so lange betreut, bis sich seine zerstrittenen Eltern wieder versöhnt haben.“

## Sonstiges
Derselbe Stoff wurde 1963 noch einmal von Klaus Wagner unter dem gleichen Titel verfilmt. Die Hauptrolle spielte Inge Meysel. Die Handlung wurde nach Berlin verlegt.